# Selliguea platyphylla
Selliguea platyphylla är en stensöteväxtart som först beskrevs av Olof Peter Swartz, och fick sitt nu gällande namn av Ren-Chang Ching. Selliguea platyphylla ingår i släktet Selliguea och familjen Polypodiaceae. Inga underarter finns listade.